# خورسندکلایه
خورسندکلایه، روستایی از توابع بخش رحیم‌آباد شهرستان رودسر در استان گیلان ایران است.

## جمعیت
این روستا در دهستان شوئیل قرار دارد و براساس سرشماری مرکز آمار ایران در سال ۱۳۸۵، جمعیت آن ۱۴ نفر (۴خانوار) بوده‌است.